# Station Breland
Station Breland is een spoorwegstation in  het dorpje Breland in de gemeente Lindesnes in het zuiden van Noorwegen. Het station ligt aan Sørlandsbanen.